# Hestina nama
Hestina nama es una especie de lepidópteros perteneciente a la familia Nymphalidae. Es originario del sur de Asia. Es muy similar a Danaus tytia y Danaus melanippus.

## Distribución
Se encuentra en Sikkim, Bután, Assam, Birmania, India, China en Hainan y Malasia

## Galería

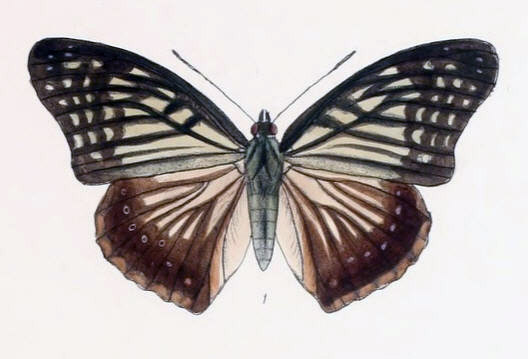
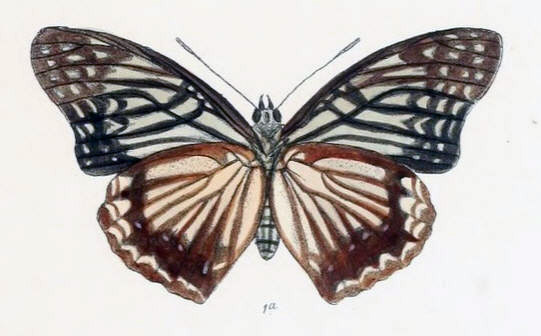
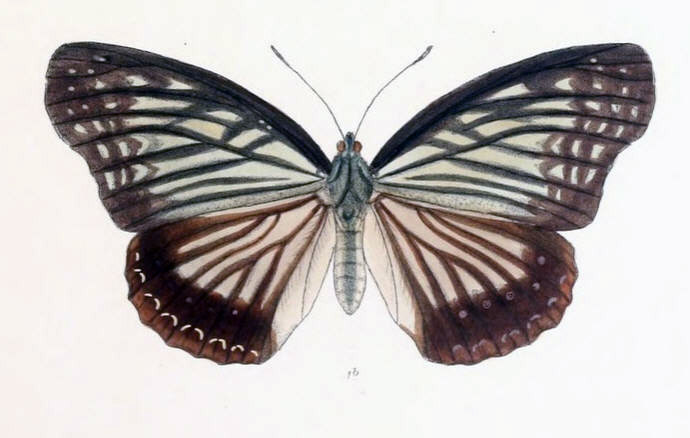